# Heining-lès-Bouzonville
Heining-lès-Bouzonville là một xã trong vùng Grand Est, thuộc tỉnh Moselle, quận Boulay-Moselle, tổng Bouzonville. Tọa độ địa lý của xã là 49° 18' vĩ độ bắc, 06° 35' kinh độ đông. Heining-lès-Bouzonville nằm trên độ cao trung bình là 266 mét trên mực nước biển, có điểm thấp nhất là 223 mét và điểm cao nhất là 336 mét. Xã có diện tích 6,03 km², dân số vào thời điểm 1999 là 496 người; mật độ dân số là 82 người/km².

## Thông tin nhân khẩu
| 1962 | 1968 | 1975 | 1982 | 1990 | 1999 |
| ---- | ---- | ---- | ---- | ---- | ---- |
| 261  | 263  | 311  | 453  | 522  | 496  |